# Генри (округ, Теннесси)
Округ Генри (англ. Henry County) — округ, расположенный в штате Теннесси (США) с населением в 32 330 человек по статистическим данным переписи 2010 года.
Столица округа находится в городе Парис.

## География
По данным Бюро переписи населения США округ Генри имеет общую площадь в 1535,9 квадратного километра, из которых 1455,6 кв. километра занимает земля и 82,9 кв. километра — вода. Площадь водных ресурсов округа составляет 5,35 % от всей его площади.

### Парки и зоны отдыха
- Paris Landing State Park  (англ.)

### Соседние округа
- Калловей (Кентукки) — север
- Стьюарт (Теннесси) — северо-восток
- Бентон (Теннесси) — юго-восток
- Карролл (Теннесси) — юг
- Уикли (Теннесси) — запад
- Грейвс (Кентукки) — северо-запад

### Охраняемая природная территория
- Tennessee National Wildlife Refuge  (англ.) (часть)

## Демография

Распределение населения округа Генри по возрастным диапазонам

По данным переписи населения 2000 года в округе Генри проживало 31 115 человек, 9009 семей, насчитывалось 13 019 домашних хозяйств и 15 783 жилых дома. Средняя плотность населения составляла 21 человек на один квадратный километр. Расовый состав округа по данным переписи распределился следующим образом: 89,21 % белых, 8,96 % чёрных или афроамериканцев, 0,19 % коренных американцев, 0,28 % азиатов, 0,03 % выходцев с тихоокеанских островов, 0,95 % смешанных рас, 0,39 % — других народностей. Испано- и латиноамериканцы составили 1,00 % от всех жителей округа.
Из 13 019 домашних хозяйств в 27,50 % — воспитывали детей в возрасте до 18 лет, 54,40 % представляли собой совместно проживающие супружеские пары, в 11,20 % семей женщины проживали без мужей, 30,80 % не имели семей. 27,00 % от общего числа семей на момент переписи жили самостоятельно, при этом 12,80 % составили одинокие пожилые люди в возрасте 65 лет и старше. Средний размер домашнего хозяйства составил 2,35 человека, а средний размер семьи — 2,82 человека.
Население округа по возрастному диапазону по данным переписи 2000 года распределилось следующим образом: 22,20 % — жители младше 18 лет, 7,60 % — между 18 и 24 годами, 26,30 % — от 25 до 44 лет, 25,70 % — от 45 до 64 лет и 18,20 % — в возрасте 65 лет и старше. Средний возраст жителей округа составил 41 год. На каждые 100 женщин в округе приходилось 93,40 мужчины, при этом на каждых сто женщин 18 лет и старше приходилось 90,40 мужчины также старше 18 лет.
Средний доход на одно домашнее хозяйство в округе составил 30 169 долларов США, а средний доход на одну семью в округе — 35 836 долларов. При этом мужчины имели средний доход в 27 849 долларов в год против 20 695 долларов среднегодового дохода у женщин. Доход на душу населения в округе составил 15 855 долларов в год. 10,60 % от всего числа семей в округе и 14,30 % от всей численности населения находилось на момент переписи населения за чертой бедности, при этом 20,10 % из них были моложе 18 лет и 14,30 % — в возрасте 65 лет и старше.

## Средства массовой информации
Радиостанции
- WTPR-AM 710  (англ.) "The Greatest Hits of All Time"
- WTPR-FM 101.7  (англ.) "The Greatest Hits of All Time"
- WAKQ-FM 105.5  (англ.) "Today's Best Music with Ace & TJ in the Morning"

## Города
- Спрингвилл
- Коттидж-Гров
- Генри
- Парис
- Париер
- Бьюкенен
- Уитлок